# Hugues II. de Sade
Hugues de Sade war ein französischer Adliger des 14. Jhs. aus dem Haus Sade.
Er war der Sohn des älteren Paul de Sade.
Hugues II. de Sade war seit 1325 mit Laura, die vermutlich die Muse Petrarcas war, verheiratet. Sie hatten elf Kinder: Paul, Audebert, Hugues III. (Vorfahr der späteren Sade inklusive des Marquis de Sade), Pierre, Jacques, Joannet, Philippe, Augière, Ermessende, Marguerite, Garsende.
1348 wurde er Witwer und heiratete im gleichen Jahr Verdaine de Trentelivres. Mit ihr hatte er mehrere Kinder, darunter Baudet.
Hugues II. besaß 1349 diverse Lehensrechte in Avignon, u. a. auf Brücken und Salz. Er finanzierte 1355 teilweise den Wiederaufbau der Brücke Saint-Bénézet, die seither das Wappen der Familie trägt und bis heute steht. Er errichtete die Kapelle Sainte-Croix in der Kirche der Frères Mineurs, wo er auch bestattet wurde. Sein Testament ist datiert auf den 14. November 1364.